# 녹두거리
녹두거리는 대한민국 서울특별시 관악구 대학동의 상업지역을 말한다.

## 유래
대중 교통을 이용해서는 시내 버스를 이용해 서울대입구, 신림, 낙성대, 서울대학교에서 한번에 올 수 있다. 서울대입구에서는 5515, 6515를 타면 되고, 신림에서는 5516, 6513, 6514등이 간다. 그리고 낙성대에서는 5528을 이용하고, 서울대학교 내부에서는 5516 혹은 학교셔틀을 이용하면 된다.
이러한 녹두거리는 처음에는 고시촌을 중심으로 주점, 식당들이 모이기 시작했고, 주로 이용하는 사람들도 사법시험, 행정고시, 공무원 선발시험 등을 준비하는 고시생들이었다. 그러나 시간이 흐르면서 다양한 먹거리와 저렴한 가격으로 인해, 서울대학교 학생들도 자주 놀러 오게 되었으며, 지금은 사실상 서울대학교 학생들의 놀이터이자 모임 장소가 되었다. 
많은 종류의 가게들이 있지만, 대학생들을 대상으로 하는 특성상 음식점이나 술집 같은 먹거리 관련 가게들이 많고, PC방이나 노래방, 오락실, 당구장과 같이 놀거리를 제공하는 가게들 또한 즐비하다. 이러한 가게들은 각자의 특색을 가지고 있지만, 동시에 저렴한 가격과 후한 인심이라는 공통점을 가지고 있어, 주머니 가벼운 대학생들과 고시생들의 부담을 조금이나마 덜어준다. 
그리고 다른 대학가는 외부 사람들도 많이 찾아오고 즐기는 반면에 녹두거리는 위치적인 특성상 찾아오는 사람들이 거의 서울대학교 학생들에 국한되어 있고, 그 결과 서울대학교와 관련된 녹두거리만의 특이한 문화를 형성하게 되었다. 예를 들면 매년 3, 4월에 여러 과 행사를 할 때에는 단과별로 협의해서 날짜를 조율해 장소를 예약하든지, 학교 축제나 행사에 맞춰 갖가지 이벤트를 하거나 서울대학교 학생을 대상으로 하는 할인들이 많이 있다.

## 참고 자료
- 서울대캠퍼스 ~ 녹두거리 ‘문화타운’ 변신
- 오늘도 녹두의 시간은 흐른다

## 같이 보기
- 서울대학교 법학전문대학원